# 메시아 (드라마)
《메시아》(영어: Messiah)는 2019년 넷플릭스에서 공개된 미국의 스릴러 드라마이다. 소셜미디어 시대에 영향력과 믿음이 가지는 힘을 파헤치는 스릴러다. 마이클 퍼트로니가 제작하고 제임스 맥테이그와 케이트 우즈가 연출하였다.

## 시놉시스
CIA 요원 이바 겔러가 한 남자에 관한 정보를 알아낸다. 사회적 혼란을 야기하며 세계적 이목을 끌고 있는 남자. 겔러는 그의 행적을 조사하기 시작한다. 그가 기적을 행한다고 주장하는 추종자들이 늘어나면서, 전 세계 언론 역시 그의 카리스마에 휘둘린다. 그가 정말 신적인 존재인지, 아니면 희대의 사기꾼인지, 겔러는 그의 정체를 밝혀야 한다. 이야기는 이스라엘 정보 장교, 텍사스의 목사와 그의 딸, 팔레스타인 난민, 이 사건을 취재하는 기자 등 여러 인물의 서로 다른 시각이 얽히고설키며 전개된다.

## 출연진

### 주연
- 메디 데비 - 알마시
- 토메르 시슬레 - 아비람 다한
- 미셸 모나한 - 에바 겔러
- 존 오르티스 - 펠릭스 이게로
- 멀린다 페이지 해밀턴 - 아나 이게로
- 스테파니아 러비 오언 - 리베카 이게로
- 제인 애덤스 - 미리엄 커닐리
- 사이드 엘 알라미 - 지브릴 메디나
- 파레스 란둘시 - 사미르
- 윌 트러밸 - 윌 매더스

### 조연
- 더멋 멀로니 - 존 영 대통령
- 필립 베이커 홀 - 켈먼 캐츠
- 보 브리지스 - 에드먼드 디길리스
- 휴고 암스트롱 - 루빈
- 바버라 이브 해리스 - 캐서린
- 님로드 호헨베르그 - 이즈리얼
- 에밀리 키니 - 스테이시 키르마니
- 잭슨 허스트 - 조나 키르마니
- 니콜 로즈 시메카 - 레이아 키르마니
- 오리 파이퍼 - 알론
- 케네스 밀러 - 래리
- 아사드 부아브 - 카마르 말루프

## 에피소드
모든 에피소드는 2020년 1월 1일에 공개되었다.
| 회차 | 제목                                                  | 감독            | 각본                                | 분량 |
| ---- | ----------------------------------------------------- | --------------- | ----------------------------------- | ---- |
| 1    | "귀 있는 자" "He That Hath an Ear"                    | 제임스 맥테이그 | 마이클 페트로니                     | 48분 |
| 2    | "저항" "Tremor"                                       | 제임스 맥테이그 | 마이클 페트로니, 브루스 마셜 로먼스 | 42분 |
| 3    | "신의 손길" "The Finger of God"                       | 제임스 맥테이그 | 에이미 루이즈 존슨, 켈리 와일스     | 38분 |
| 4    | "시련" "Trial"                                        | 제임스 맥테이그 | 마이클 브랜던 게르시오              | 50분 |
| 5    | "보아도 볼 수 없는" "So That Seeing They May Not See" | 케이트 우즈     | 에밀리 실버                         | 43분 |
| 6    | "우리는 잠들지 않는다" "We Will Not All Sleep"        | 케이트 우즈     | 마이클 페트로니, 마이클 본드        | 43분 |
| 7    | "말한 대로 되리라" "It Came to Pass as It Was Spoken" | 케이트 우즈     | 오언 오도널                         | 48분 |
| 8    | "불가항력" "Force Majeure"                            | 케이트 우즈     | 오언 오도널                         | 41분 |
| 9    | "신은 더 위대하다" "God Is Greater"                   | 제임스 맥테이그 | 브루스 마셜 로먼스                  | 55분 |
| 10   | "죄의 대가" "The Wages of Sin"                        | 제임스 맥테이그 | 마이클 페트로니                     | 41분 |